# Zhengzhou
Zhengzhou, nach Stange Tschengtschau Schi (chinesisch 鄭州市 / 郑州市, Pinyin Zhèngzhōu Shì, W.-G. Chengchow Shih, kurz 鄭 / 郑,  Zhèng), ist die Hauptstadt der Provinz Henan in der Volksrepublik China. Zhengzhou ist eine bezirksfreie Stadt mit einem Verwaltungsgebiet von 7.533 km² und 12.600.574 Einwohnern (Stand: Zensus 2020). Die engere Kernstadt beherbergt auf ihren rund 500 km² 4.459.300 Einwohner (Stand: Ende 2018). Ihr Zentrum liegt ca. 20 Kilometer südlich des Gelben Flusses (Huáng Hé). Zhengzhou ist eine bedeutende Industriestadt (Baumwoll-, Glas-, Aluminiumindustrie, Maschinenbau), sie ist ein überregionaler Verkehrsknotenpunkt (Eisenbahn, Flughafen), ein Handels-, Finanz- und Informationszentrum, eine Messestadt und kultureller Mittelpunkt mit einem großen Einzugsgebiet.

## Administrative Gliederung
Auf Kreisebene setzt sich Zhengzhou aus sechs Stadtbezirken, einem Kreis und fünf kreisfreien Städten zusammen. Diese sind (Stand: Ende 2018):
- Stadtbezirk Zhongyuan (中原区), 197 km², 1.080.900 Einwohner, Zentrum, Sitz der Stadtregierung;
- Stadtbezirk Erqi (二七区), 154 km², 838.100 Einwohner;
- Stadtbezirk Guancheng der Hui (管城回族区), 197 km², 835.700 Einwohner;
- Stadtbezirk Jinshui (金水区), 240 km², 1.764.700 Einwohner;
- Stadtbezirk Shangjie (上街区), 60 km², 144.000 Einwohner;
- Stadtbezirk Huiji (惠济区), 227 km², 303.500 Einwohner;
- Kreis Zhongmu (中牟县), 1.397 km², 1.161.600 Einwohner, Hauptort: Großgemeinde Chengguan (城关镇);
- Stadt Xinzheng (新郑市), 887 km², 989.900 Einwohner;
- Stadt Dengfeng (登封市), 1.211 km², 717.400 Einwohner;
- Stadt Xinmi (新密市), 998 km², 813.100 Einwohner;
- Stadt Gongyi (巩义市), 1.052 km², 838.300 Einwohner;
- Stadt Xingyang (荥阳市), 912 km², 648.700 Einwohner.

## Geschichte
Archäologen entdeckten auf dem Grundgebiet von Zhengzhou eine Stadt aus der Bronzezeit (16. Jahrhundert v. Chr.). Es war eine befestigte Stadt der Shang-Dynastie. Die Shangzeitliche Stätte von Zhengzhou steht seit 1961 auf der Liste der Denkmäler der Volksrepublik China.
Die Stadt und ihre Umgebung hatten während des Zweiten Japanisch-Chinesischen Krieges zwischen 1937 und 1945 sehr zu leiden. Die Guomindang-Regierung beschloss 1938, die Deiche des Gelben Flusses zu sprengen, um die japanischen Truppen aufzuhalten.
Die Sprengungen setzten ein Gebiet von 54.000 km² unter Wasser. Fast eine Million Menschen ertranken, und zwölf Millionen Menschen starben später durch Hunger und Krankheiten.
Am 17. Juli 2021 begann in der Region Henan durch starken Dauerregen ein Hochwasser, das am 20. Juli seinen höchsten Stand erreichte (→ Hochwasser in Henan 2021). Laut ersten Schätzungen könnte es Sachschäden von bis zu 10 Milliarden US-Dollar verursacht haben; mindestens 380 Menschen starben.
Bevölkerungsentwicklung der Agglomeration laut UN
| Jahr | Einwohnerzahl |
| ---- | ------------- |
| 1950 | 196.000       |
| 1960 | 315.000       |
| 1970 | 508.000       |
| 1980 | 818.000       |
| 1990 | 1.134.000     |
| 2000 | 2.438.000     |
| 2010 | 3.630.000     |
| 2017 | 4.754.000     |

## Politik und Verwaltung

### Städtepartnerschaften
Zhengzhou unterhält folgende Städtepartnerschaften:
| Stadt       | Land               | seit |
| ----------- | ------------------ | ---- |
| Saitama     | Japan              | 1981 |
| Richmond    | Vereinigte Staaten | 1994 |
| Cluj-Napoca | Rumänien           | 1995 |
| Jinju       | Südkorea           | 2000 |
| Mariental   | Namibia            | 2001 |
| Irbid       | Jordanien          | 2001 |
| Samara      | Russland           | 2002 |
| Joinville   | Brasilien          | 2003 |
| Schwerin    | Deutschland        | 2006 |
| Schumen     | Bulgarien          | 2007 |
| Mahiljou    | Belarus            | 2014 |

## Wirtschaft und Verkehr

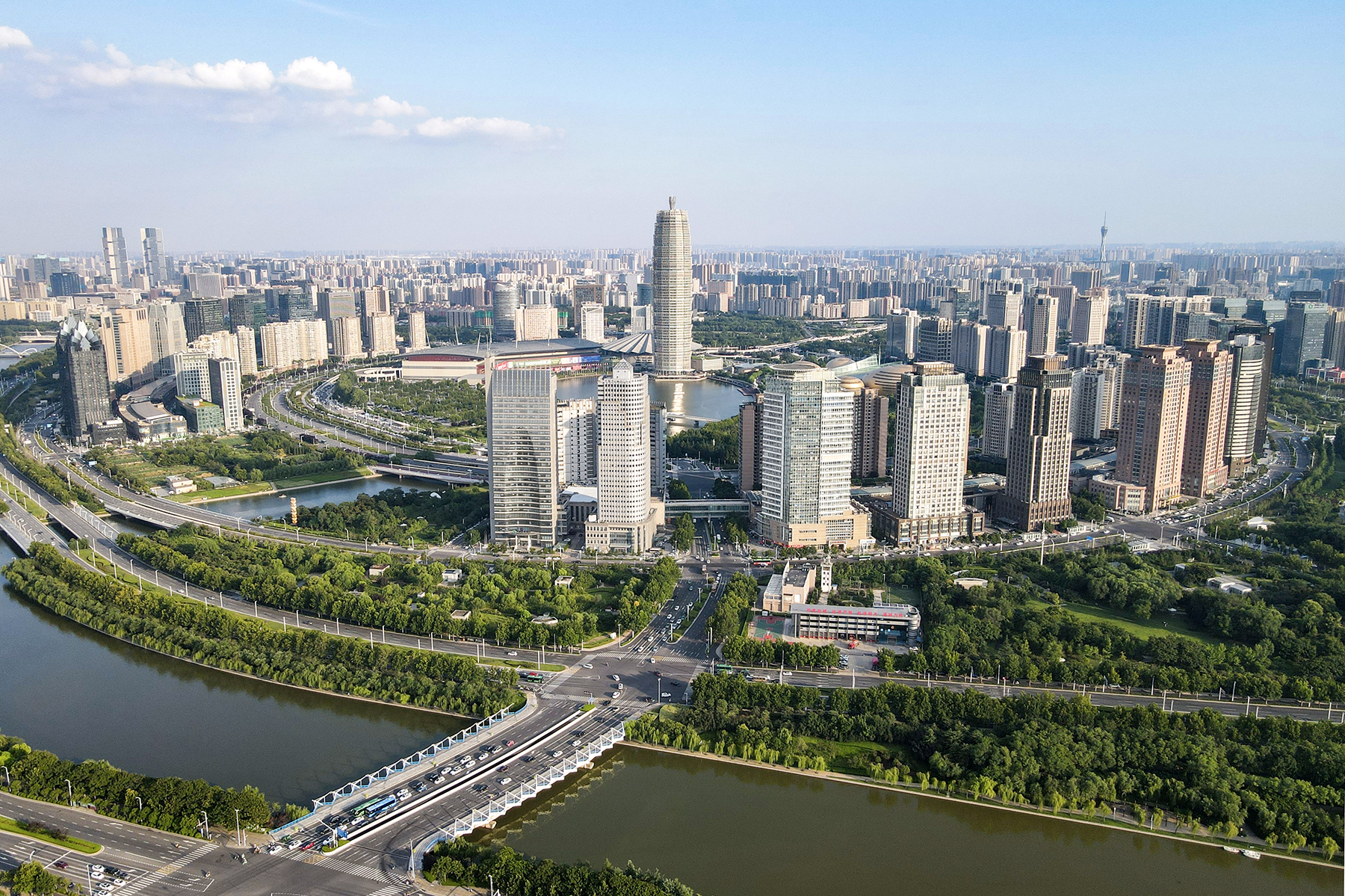
Geschäftszentrum, 2022

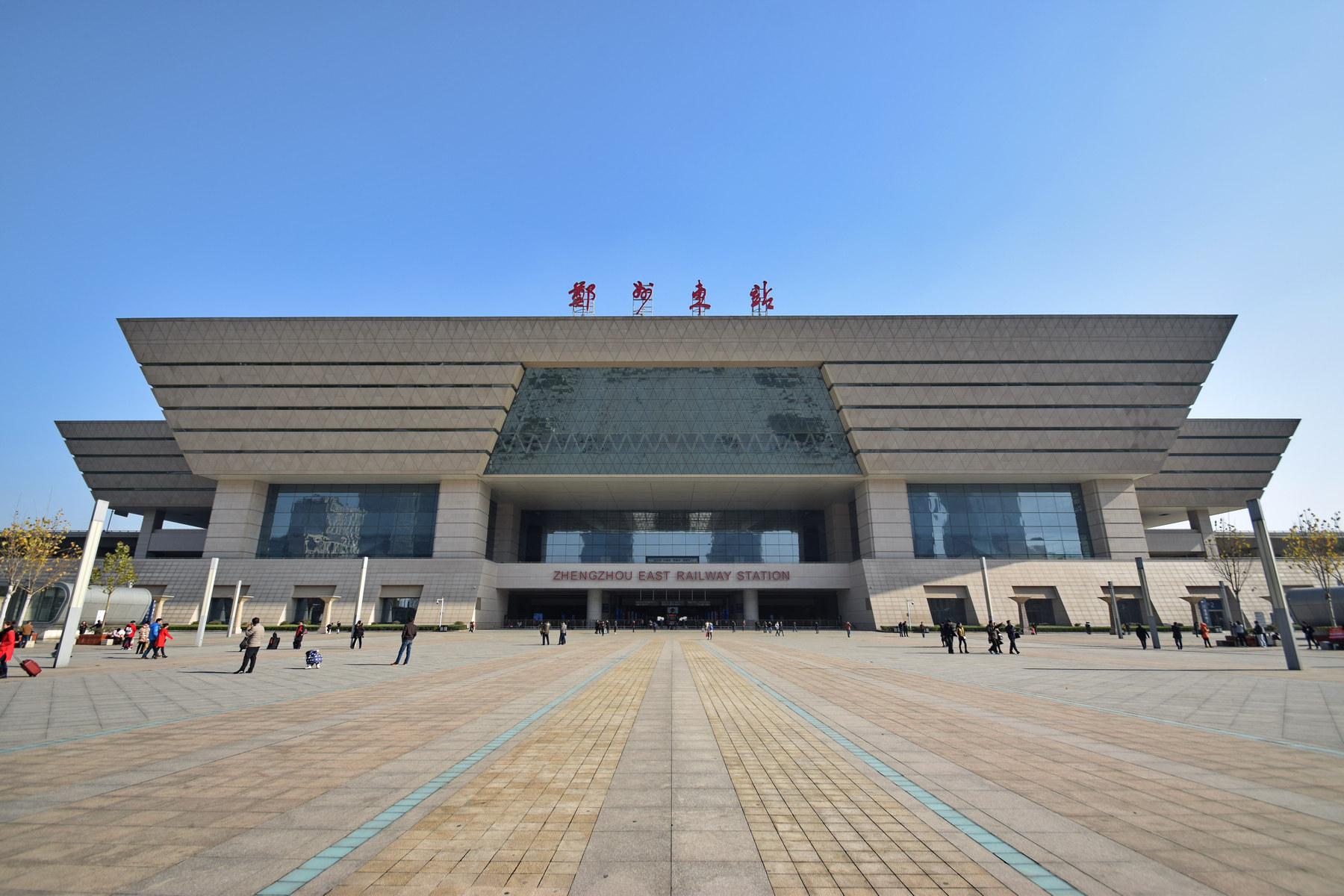
Hauptgebäude von Bahnhof Zhengzhou Ost, 2016

Laut einer Studie aus dem Jahr 2014 erwirtschafte Zhengzhou ein Bruttoinlandsprodukt von 155,7 Milliarden US-Dollar in Kaufkraftparität. In der Rangliste der wirtschaftsstärksten Metropolregionen weltweit belegte die Stadt damit den 85. Platz. Das BIP pro Kopf liegt bei 14.907 US-Dollar (KKP). In der Stadt waren 2 Millionen Arbeitskräfte beschäftigt. Mit 8,9 % jährlich im Zeitraum von 2009 bis 2014 wuchs das BIP pro Kopf schnell.
1954 wurde Zhengzhou Hauptstadt der Provinz Henan; 1956 wurde die Zhengzhou-Universität gegründet. Das führte zu einem explosiven Wachstum der Stadt. Zhengzhou liegt mitten in einem großen Gebiet mit ausgedehnten Baumwollfeldern und wurde deswegen zum Zentrum der Textilindustrie Chinas.
Die Provinzhauptstadt ist ein bedeutender Verkehrsknotenpunkt in Mittelostchina, einem Gebiet von einigen hundert Millionen Einwohnern. Dank des Baus der Eisenbahnlinie Peking-Guangzhou und der später hinzugefügten Verbindungsstrecke Shanghai-Xi’an-Ürümqi erfuhr die Stadt eine rasante Entwicklung. Seit 2010 ist Zhengzhou an die Schnellfahrstrecke Xuzhou–Lanzhou angebunden, auf der Geschwindigkeiten von bis zu 350 km/h zugelassen sind. Diese Schnellfahrstrecke ist eine der vier Ost-West-Magistralen des chinesischen Hochgeschwindigkeitsprogramms. Mit der Schnellfahrstrecke Peking–Guangzhou ist Zhengzhou seit 2012 auch an eine Nord-Süd-Magistrale angeschlossen, die mit 380 km/h befahren werden kann. Im Personenverkehr lag Zhengzhou im Jahr 2012 im chinesischen Vergleich nach Fahrgästen auf Platz 2 hinter der Hauptstadt Peking, über 25 Millionen Reisen begannen oder endeten hier. Die Longhai-Bahn verbindet Zhengzhou mit Lanzhou und Lianyungang.
In Zhengzhou befindet sich die größte Güterumschlagsstation der asiatisch-europäischen Eisenbahnverbindung von Lianyungang durch Zentralasien nach Rotterdam in den Niederlanden. Der Nordbahnhof von Zhenghzou (Zhèngzhōu Běi Huǒchēzhàn, 郑州北火车站) ist der größte Güter- und Rangierbahnhof in Asien.
Die Zhengzhou Commodity Exchange ist der größte Getreideterminmarkt in China.
In Zhengzhou befinden sich die Produktionsstätten Yutongs, des weltweit größten Busherstellers. Des Weiteren ist die Stadt Sitz der Zhengzhou Nissan Automobile Co, Ltd., die Fahrzeuge der Marken Nissan und Dongfeng herstellt. Bekannt geworden ist dieses Unternehmen vorwiegend durch die Teilnahme an verschiedenen Rallyes.
In Zhengzhou befindet sich die weltgrößte iPhone-Fabrik, die von Foxconn betrieben an drei Standorten mit etwa 350.000 Arbeitern mehr als die Hälfte der Geräte weltweit produziert.
Der Flughafen Zhengzhou gehört zu den 20 größten Flughäfen Chinas.
Im Jahre 2009 gab die Staatliche Kommission für Entwicklung und Reform die Genehmigung zum Bau der U-Bahn Zhengzhou. Der erste Abschnitt der Linie 1 wurde im Dezember 2013 eröffnet. Die langfristigen Planungen sehen insgesamt 21 Linien mit 970,9 Kilometern Gesamtlänge vor, wovon 13 Linien in der Stadt und 8 Linien im Umland verlaufen sollen. Zusätzlich zu den vier eröffneten Linien sind per Sommer 2019 acht weitere in Bau oder Planung.

## Klimatabelle
|                       | Jan  | Feb  | Mär  | Apr  | Mai  | Jun  | Jul  | Aug  | Sep  | Okt  | Nov  | Dez  |   |      |
| Mittl. Tagesmax. (°C) | 5,6  | 7,8  | 14,2 | 21,3 | 27,4 | 32,0 | 32,1 | 30,8 | 26,3 | 21,3 | 14,0 | 7,6  | ⌀ | 20,1 |
| Mittl. Tagesmin. (°C) | −4,6 | −2,5 | 2,6  | 9,1  | 14,6 | 19,8 | 22,8 | 21,7 | 16,0 | 9,9  | 3,1  | −2,8 | ⌀ | 9,2  |
|                       |      |      |      |      |      |      |      |      |      |      |      |      |   |      |
| Niederschlag (mm)     | 9    | 14   | 25   | 48   | 52   | 61   | 147  | 117  | 90   | 47   | 26   | 9    | Σ | 645  |
|                       |      |      |      |      |      |      |      |      |      |      |      |      |   |      |
| Sonnenstunden (h/d)   | 5,1  | 5,1  | 5,8  | 6,7  | 7,9  | 8,3  | 6,9  | 6,9  | 6,0  | 6,1  | 5,5  | 5,2  | ⌀ | 6,3  |
|                       |      |      |      |      |      |      |      |      |      |      |      |      |   |      |
| Regentage (d)         | 2    | 3    | 4    | 5    | 5    | 5    | 9    | 7    | 7    | 5    | 3    | 2    | Σ | 57   |
|                       |      |      |      |      |      |      |      |      |      |      |      |      |   |      |
| Luftfeuchtigkeit (%)  | 60   | 64   | 63   | 62   | 60   | 56   | 75   | 79   | 72   | 69   | 69   | 63   | ⌀ | 66   |

| −4,6 |

| −2,5 |

| 2,6 |

| 9,1 |

| 14,6 |

| 19,8 |

| 22,8 |

| 21,7 |

| 16,0 |

| 9,9 |

| 3,1 |

| −2,8 |

| −4,6 |

| −2,5 |

| 2,6 |

| 9,1 |

| 14,6 |

| 19,8 |

| 22,8 |

| 21,7 |

| 16,0 |

| 9,9 |

| 3,1 |

| −2,8 |

## Tourismus
Zhengzhou dient als guter Startpunkt, um das Shaolin-Kloster zu besuchen. Vor dem Hauptbahnhof gehen einige Tourbusse in Richtung Shaolin-Kloster und -Berg. Vom Shaolin-Kloster kann man verschiedene Linienbusse nach Luoyang nehmen.

## Söhne und Töchter der Stadt
- Wei Wei (1920–2008), Essayist und Romanschriftsteller
- Shanhui Fan (* 1972), Elektroingenieur und Physiker (Photonik)
- Fan Yunjie (* 1972), Fußballspielerin
- Deng Yaping (* 1973), Tischtennisspielerin
- Sun Tiantian (* 1981), Tennisspielerin
- Xu Xiaofei (* 1982), Fußballspieler
- Gao Lin (* 1986), Fußballspieler
- Dong Dong (* 1989), Trampolinturner
- Li Qian (* 1990), Boxerin
- Li Xueying (* 1990), Gewichtheberin
- Gu Yasha (* 1990), Fußballspielerin